# Catedral de San Sebastián (Bratislava)
La Catedral de San Sebastián o simplemente Catedral del Ordinariato Militar (en eslovaco: Katedrála sv. Šebastiána) es el nombre que recibe un templo de la Iglesia Católica en Bratislava que es desde 2009 la catedral del ordinariato militar en Eslovaquia.
La primera piedra de la iglesia fue colocada en 1995 y fue consagrada en 2003 por el Papa Juan Pablo II. Sin embargo, la construcción no comenzó hasta la primavera de 2007, después de que se pudo emitir el permiso para construir en enero de 2007. El arquitecto del proyecto fue Ladislav Banhegyi. El techo fue construido en 2008. El trabajo en el interior duró hasta el verano de 2009. El 13 de junio de 2009 tuvo lugar la ceremonia de consagración, presidida por el Obispo Stanislav Zvolensky.

## Véase también

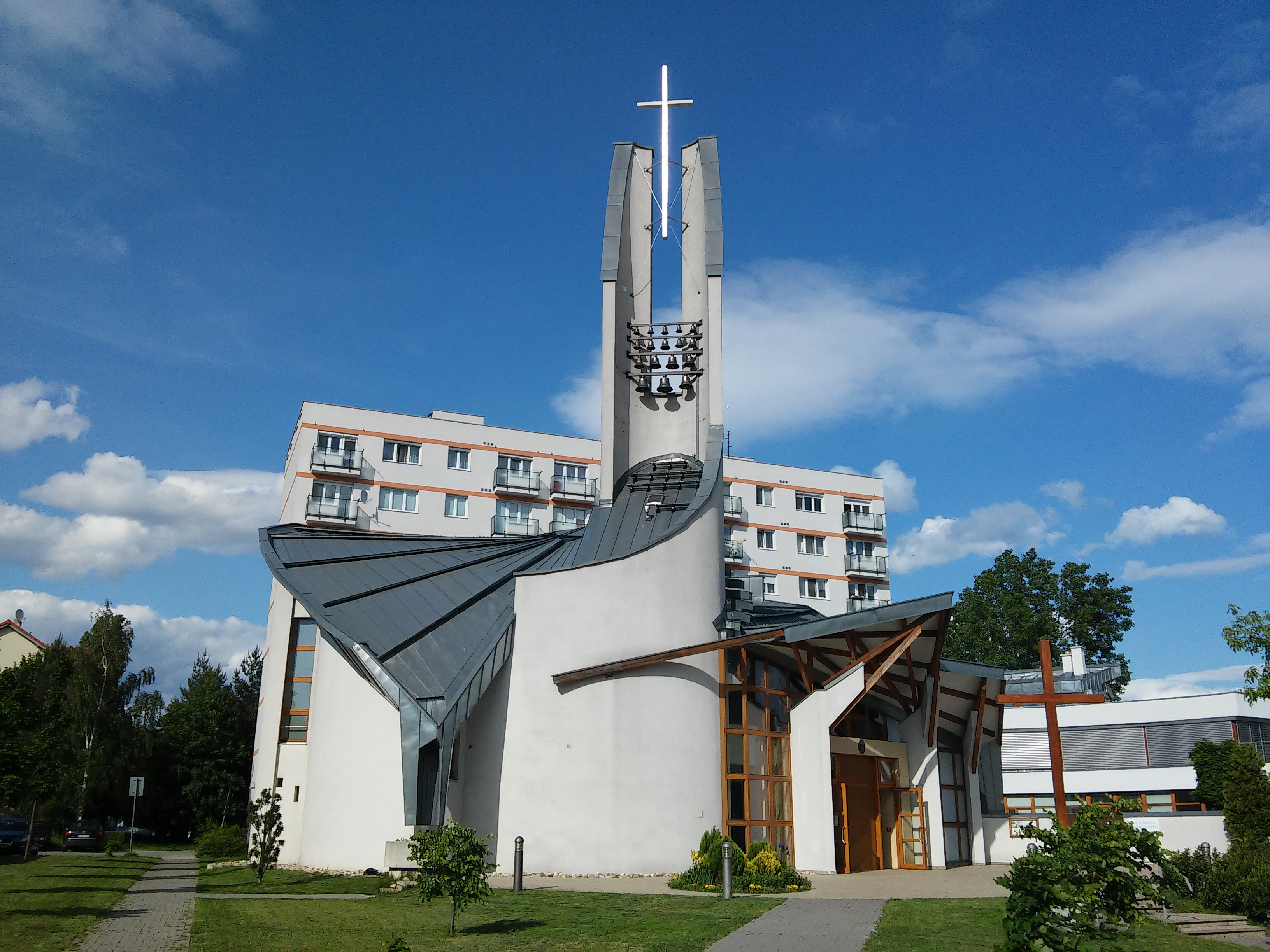
Otra vista del templo